# Robert Tamchyna
Robert Tamchyna (* 13. dubna 1971, Praha) je český novinář a moderátor.
Vystudoval Fakultu sociálních věd UK, od roku 1989 pracuje v Československém a později Českém rozhlase.
Působí jako externí moderátor Českého rozhlasu Dvojka, dříve byl také redaktorem Českého rozhlasu Leonardo.
Za svou práci získal několik ocenění: Cena Ferdinanda Peroutky, Cena křepelek, Prix Bohemia v kategorii zábavný rozhlasový pořad (1995), Čestné uznání Prix Bohemia v kategorii zábavný rozhlasový pořad (2004) a Report v kategorii publicistika (2000, 2001, 2002).
Od června 2016 do června 2021 byl ředitelem Divadla Viola.